# Aalto-universitetets studentkår
Aalto-universitetets studentkår (finska: Aalto-yliopiston ylioppilaskunta) grundades år 2010 i samband med att Helsingfors handelshögskola, Konstindustriella högskolan och Tekniska högskolan i Finland fusionerades och blev Aalto-universitetet.
Studentkåren med sina 14000 medlemmar är en av de största studentkårerna i Finland. Den är också en viktig aktör på bostadsmarknaden för studerande eftersom den äger över 2600 studentbostäder i huvudstadsregionen.
Studentkåren leds av en delegation och en styrelse. Delegationen har 45 medlemmar och val hålls vartannat år